# Queilite glândular
A queilite glandular é uma condição inflamatória rara das glândulas salivares menores. A causa é incerta, embora diversos fatores etiológicos tenham sido sugeridos, incluindo o dano actínico, o tabaco, a sífilis, a má higiene e a hereditariedade.